# 算子范数
算子范数是数学中泛函分析里的概念。算子范数衡量的是线性映射或线性算子的“大小”，通常指的是两个赋范向量空间之间的有界线性映射所构成的空间的范数。

## 简介与定义
给定两个赋范向量空间E和F，假定它们的系数域相同（一般是实数域{\displaystyle \mathbb {R} }或复数域{\displaystyle \mathbb {C} }）。从E到F的一个线性映射A是连续的当且仅当存在常数c > 0使得：
{\displaystyle \forall u\in E,\;\;\|A(u)\|_{F}\leqslant c\cdot \|u\|_{E}.}
其中的{\displaystyle \|\cdot \|_{E}}和{\displaystyle \|\cdot \|_{F}}分别是空间E和F上装备的范数。这个定义说明，连续线性映射将一个E里面的向量映射到F中时，其“长度”的改变不会超过c倍。常数c是对线性映射A的“效果”的一个上界估计。所以，有界的集合经过连续映射后的像仍然会是有界集合。因为这一点，连续线性映射也被称作有界算子。而为了“精确计算”线性映射的“大小”，会引进算子范数的定义。有界线性算子的范数是能够作为上界估计的c所有常数中“最小”的一个：
{\displaystyle \|A\|_{op}=\inf\{c\;;\;\;\|A(u)\|_{F}\leqslant c\cdot \|u\|_{E},\;\;\forall u\in E\}.}
其中的{\displaystyle \inf }指下确界。由于实数集合{\displaystyle \{c;\;\;\|A(u)\|_{F}\leqslant c\cdot \|u\|_{E}\;\forall u\in E\}}是有下界的闭集，定义中的下确界{\displaystyle \inf }可以改成“最小元素”：{\displaystyle \min }。
当F是E的系数域时，从E到F的连续线性映射被称为连续线性泛函。连续线性泛函构成的空间被称为从E的对偶空间，而连续线性泛函的算子范数被称为对偶范数。对偶空间在对偶范数下是一个巴拿赫空间。

## 例子
考虑两个装备了正则欧几里德范数的欧几里德空间：{\displaystyle \mathbb {R} ^{n}}和{\displaystyle \mathbb {R} ^{m}}，其中{\displaystyle n,m}都是正整数。从{\displaystyle \mathbb {R} ^{n}}映射到{\displaystyle \mathbb {R} ^{m}}的有界线性算子（线性映射）都可以用{\displaystyle n\times m}的矩阵来表示。所以这些算子构成的空间实际上是矩阵空间：{\displaystyle {\mathcal {M}}_{n,m}(\mathbb {R} )}，而对应的算子范数也称为矩阵范数。假设某个线性映射对应的矩阵是{\displaystyle A}，那么它的矩阵范数是{\displaystyle A^{*}A}的最大特征值的平方根，或者说是{\displaystyle A}的最大的奇异值。
对于无限维的赋范空间，常见的例子有平方可加序列空间{\displaystyle \ell ^{2}}。其定义为：
{\displaystyle \ell ^{2}=\{(a_{n})_{n\in \mathbb {N} };\;\;a_{n}\in \mathbb {C} ,\;\sum _{n}|a_{n}|^{2}<\infty \}.}
给定一个有界数列{\displaystyle s=(s_{n})_{n\in \mathbb {N} }\in \ell ^{\infty }}，考虑从{\displaystyle \ell ^{2}}到自身的线性算子{\displaystyle T_{s}}：
{\displaystyle \forall a=(a_{n})_{n\in \mathbb {N} }\in \ell ^{2},\;\;T(a)=(s_{n}\cdot a_{n})_{n\in \mathbb {N} }.}
由于{\displaystyle s}是有界序列，其范数{\displaystyle \|s\|_{\infty }=\sup\{|s_{n}|;\;\;n\in \mathbb {N} \}<+\infty }，所以{\displaystyle \|T_{s}(a)\|_{2}\leqslant \|s\|_{\infty }\|a\|_{2}}。{\displaystyle T}是连续线性算子（有界算子）。而{\displaystyle T_{s}}的算子范数：
{\displaystyle \|T_{s}\|_{op}=\|s\|_{\infty }.}
类似的例子还有{\displaystyle L^{p}}空间之间的映射。例如考虑平方可积函数的空间{\displaystyle L^{2}(\mathbb {R} )}，设有从{\displaystyle L^{2}(\mathbb {R} )}映射到{\displaystyle L^{2}(\mathbb {R} )}的线性算子{\displaystyle T_{f}}：
{\displaystyle \forall \varphi \in L^{2}(\mathbb {R} ),\;\;(T_{f}(\varphi ))(t)=f(t)\phi (t).}
其中f 为给定的有界函数。则{\displaystyle T_{f}}是连续线性算子，其算子范数为：
{\displaystyle \|T_{f}\|_{op}=\|f\|_{\infty }.}

## 等价定义
线性算子A的算子范数除了定义为
{\displaystyle \|A\|_{op}=\inf\{c;\;\;\|A(u)\|_{F}\leqslant c\cdot \|u\|_{E}\;\forall u\in E\}.}
以外，还可以用以下等价的方式定义:97：
1. A的算子范数是A在单位闭球上取值的上确界：{\displaystyle \|A\|_{op}=\sup\{\|A(u)\|_{F};\;\;u\in E,\;\;\|u\|_{E}\leq 1\},}
2. A的算子范数是A在单位开球上取值的上确界：{\displaystyle \|A\|_{op}=\sup\{\|A(u)\|_{F};\;\;u\in E,\;\;\|u\|_{E}<1\},}
3. A的算子范数是A在单位球面上取值的上确界：{\displaystyle \|A\|_{op}=\sup\{\|A(u)\|_{F};\;\;u\in E,\;\;\|u\|_{E}=1\},}
4. A的算子范数是A在E中非零元素上取值和元素范数之比的上确界：{\displaystyle \|A\|_{op}=\sup\{{\frac {\|A(u)\|_{F}}{\|u\|_{E}}};\;\;u\in E,\;\;u\neq 0\}.}

## 性质
算子范数是所有从E到F的有界线性算子构成的空间上的范数，因此满足范数的基本性质：
- 正定性：{\displaystyle \|A\|_{op}\geqslant 0}，并且{\displaystyle \|A\|_{op}=0}当且仅当{\displaystyle A=0.}
- 线性性：{\displaystyle \forall a\in \mathbb {K} ,\;\;\|aA\|_{op}=|a|\|A\|_{op}.}
- 次可加性：{\displaystyle \|A+B\|_{op}\leqslant \|A\|_{op}+\|B\|_{op}.}[1]:98

此外，由算子范数的定义可推出以下不等式：
{\displaystyle \forall u\in E,\;\;\|A(u)\|_{F}\leqslant \|A\|_{op}\|u\|_{E}.}:97
有界算子复合後的算子范数仍然存在。假设有从E到F的有界线性算子A以及从F到G的有界线性算子B，那么复合算子B{\displaystyle \circ }A也是从E到G的有界线性算子，其算子范数满足不等式：
{\displaystyle \|B\circ A\|_{op}\leqslant \|B\|_{op}\|A\|_{op}.}:98
例如当A是E到自身的有界线性算子时，有：{\displaystyle \|A^{(n)}\|_{op}\leqslant \|A\|_{op}^{n}.}
如果F是完备空间，那么从E到F的有界线性算子构成的空间，在装备了算子范数下是完备的空间。:98